# شبعا
شبعا (به عربی: شبعا) یک منطقهٔ مسکونی در سوریه است که در منطقه دوما واقع شده‌است.
 شبعا  ۱۳٬۴۴۶ نفر جمعیت دارد.